# John Brillhart
John David Brillhart (* 13. November 1930 in Alameda County, Kalifornien; † 21. Mai 2022) war ein US-amerikanischer Mathematiker, der sich mit Algorithmischer Zahlentheorie beschäftigte.
Brillhart studierte an der University of California, Berkeley, wo er 1967 bei Derrick Henry Lehmer promovierte (On the Euler and Bernoulli Polynomials). Er war bis zu seiner Emeritierung Professor an der University of Arizona.
Er befasste sich unter anderem mit Faktorisierungsverfahren und implementierte um 1970 mit Michael Morrison die Kettenbruchmethode (Continued Fraction Factorization CFRAC), die ursprünglich von Lehmer stammte, aber lange unbeachtet blieb, und faktorisierte damit die siebte Fermatzahl. Er arbeitete auch mit Lehmer und John L. Selfridge in den 1960er und 1970er Jahren an der Verbesserung des Lucas-Tests. Mit Selfridge, Lehmer, Samuel Wagstaff und anderen war er am Cunningham Projekt beteiligt (Faktorisierung von Zahlen der Form {\displaystyle b^{n}}±1 für bestimmte b, was in Tabellen veröffentlicht wurde).
Er arbeitete an der Herausgabe der Werke von Leonard Carlitz.

## Schriften
- mit J. S. Lomont „Elliptic Polynomials“, Chapman and Hall 2001
- mit Derrick Lehmer, John L. Selfridge, Bryant Tuckerman, Samuel S. Wagstaff: Factorization of {\displaystyle b^{n}} ± 1, b=2,3,5,6,7,10,11,12, up to high powers, American Mathematical Society 1983, 1988, 2002